# 6e régiment de chevau-légers lanciers
Pour les articles homonymes, voir 6e régiment.
Le 6e régiment de chevau-légers lanciers également appelé plus simplement 6e régiment de chevau-légers ou 6e régiment de lanciers est une unité de cavalerie française créé sous le Premier Empire issue du 29e régiment de dragons.

## Création et différentes dénominations
- 18 juin 1811 : Création du 6e régiment de chevau-légers lanciers par changement de nom du 29e régiment de dragons[1].
- 12 mai 1814 : Prend le nom de régiment de lanciers de Berry.
- 1er mars 1815 : Reprend le nom de 6e régiment de chevau-légers lanciers
- 16 juillet 1815 : Comme l'ensemble de l'armée napoléonienne, le régiment est licencié à la Seconde Restauration.

## Chefs de corps
- mars 1813-1814 : Birgy dit « Perquit »

## Historique
Le 6e régiment de chevau-légers lanciers est formé par décret impérial du 18 juin 1811 du 29e régiment de dragons.
Le 6e régiment de chevau-légers lanciers fait la campagne de Russie de 1812 au corps d'observation de l'Elbe et au 3e corps de cavalerie de réserve de la Grande Armée et participe aux batailles de Krasnoïe, de Smolensk, de La Moskowa et de la Bérézina.
Il fait la campagne de 1813 en Allemagne, au 2e corps de cavalerie de la Grande Armée, ou il participe aux batailles de Leipzig et de Hanau.
En 1814, il est en France, au 2e corps de cavalerie de la Grande Armée, ou il participe aux batailles de Champaubert, de Montmirail, de Vauchamps (14 février), d'Arcis-sur-Aube et de Saint-Dizier. 
Lors de la réorganisation des corps de cavalerie, le 12 mai 1814, le 6e régiment de chevau-légers lanciers garde en premier lieu son numéro avant de prendre la dénomination de régiment de lanciers de Berry.
À son retour de l'ile d'Elbe, le 1er mars 1815, Napoléon Ier, réorganisa les différents corps de l'armée. Un décret du 20 avril 1815 rendit aux anciens régiments de cavalerie les numéros qu'ils avaient perdus sous la première restauration. Le régiment reprend le nom de 6e régiment de chevau-légers lanciers et durant les Cent-Jours, affecté au 2e corps d'armée, il est aux campagnes de Belgique et combat aux batailles de Fleurus et de Mont-Saint-Jean. Le régiment lors de cette campagne était composé de quatre escadrons de 381 hommes dont 34 officiers et 347 hommes de troupes. Les trompettes de ce régiment semble avoir conservé leur habit à la polonaise du régiment du duc de Berry avec une chapska, seule la compagnie d'élite faisant partie du premier escadron avait repris un casque « à la romaine ».
Le 16 juillet 1815, comme l'ensemble de l'armée napoléonienne, il est licencié à la Seconde Restauration et le régiment n'est pas recréé.

## Drapeaux

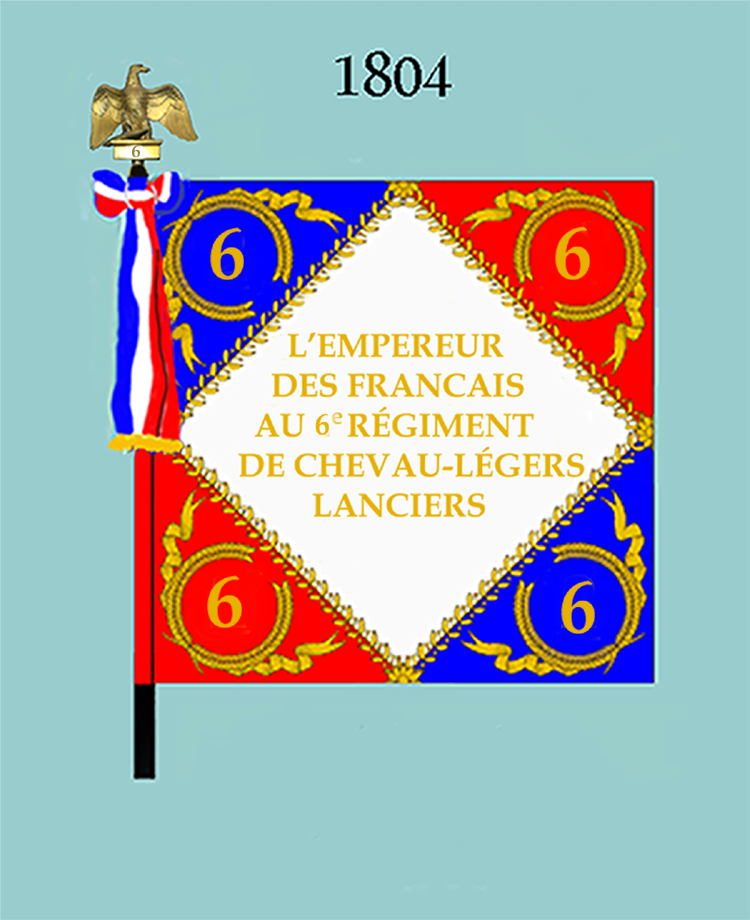
de 1811 à 1812
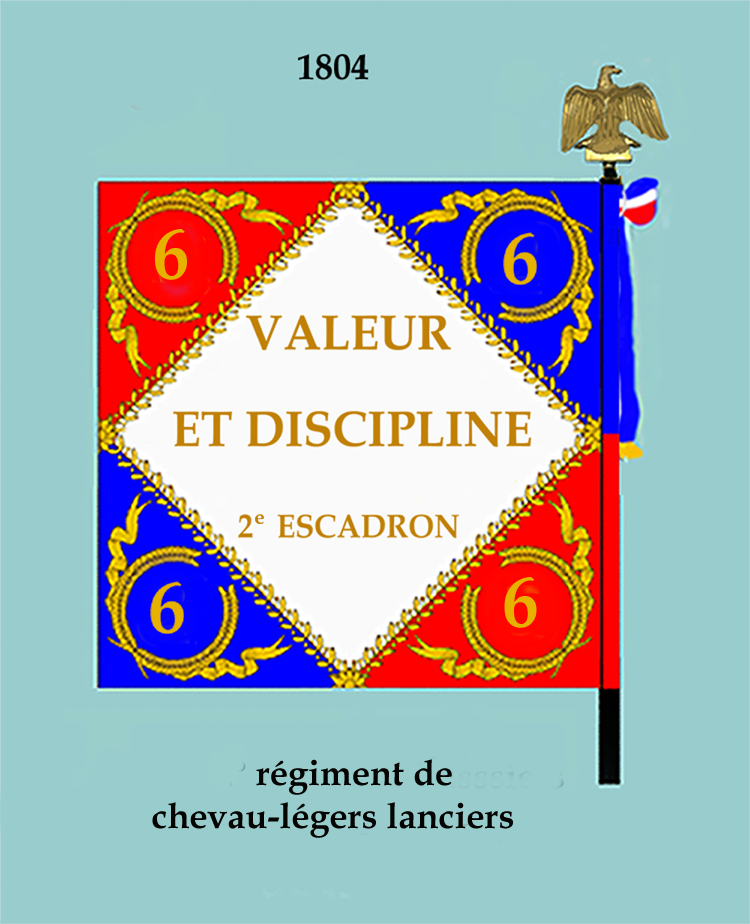
de 1811 à 1812
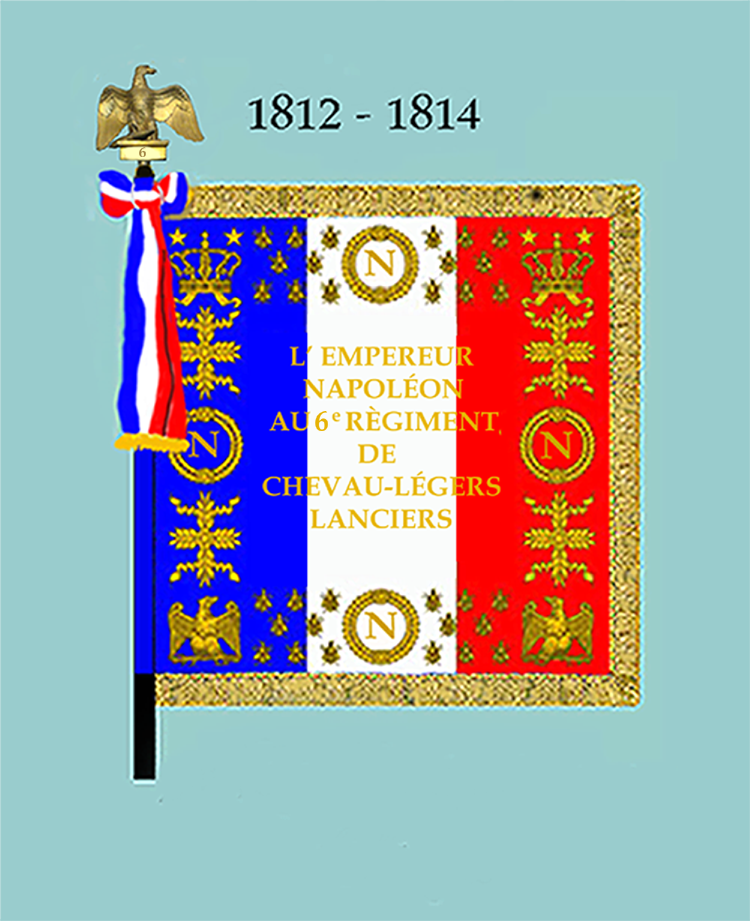
de 1812 à 1814
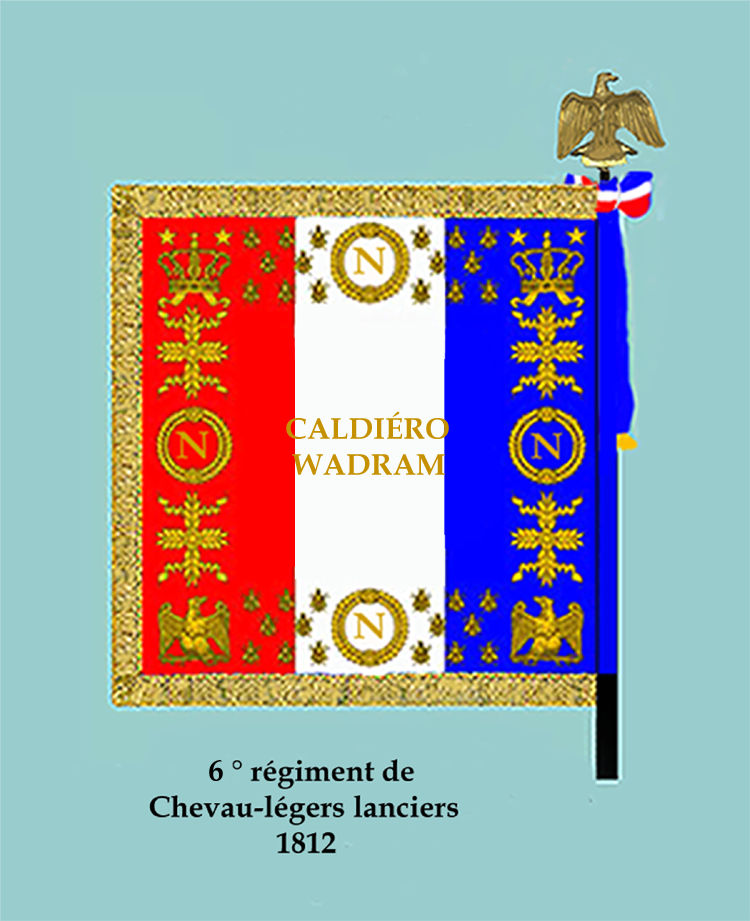
de 1812 à 1814
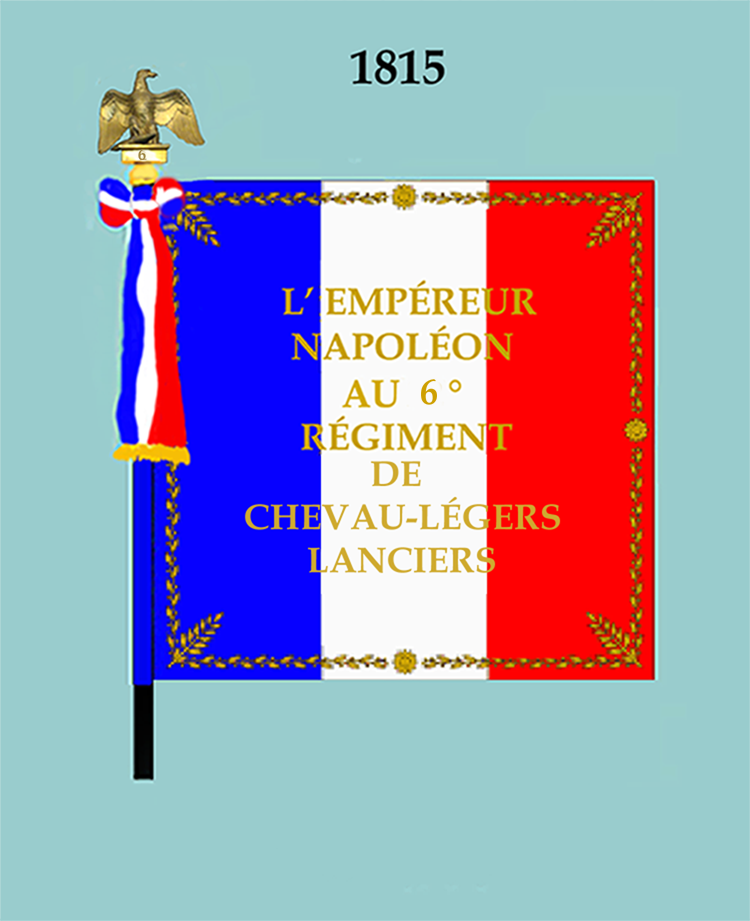
de 1815
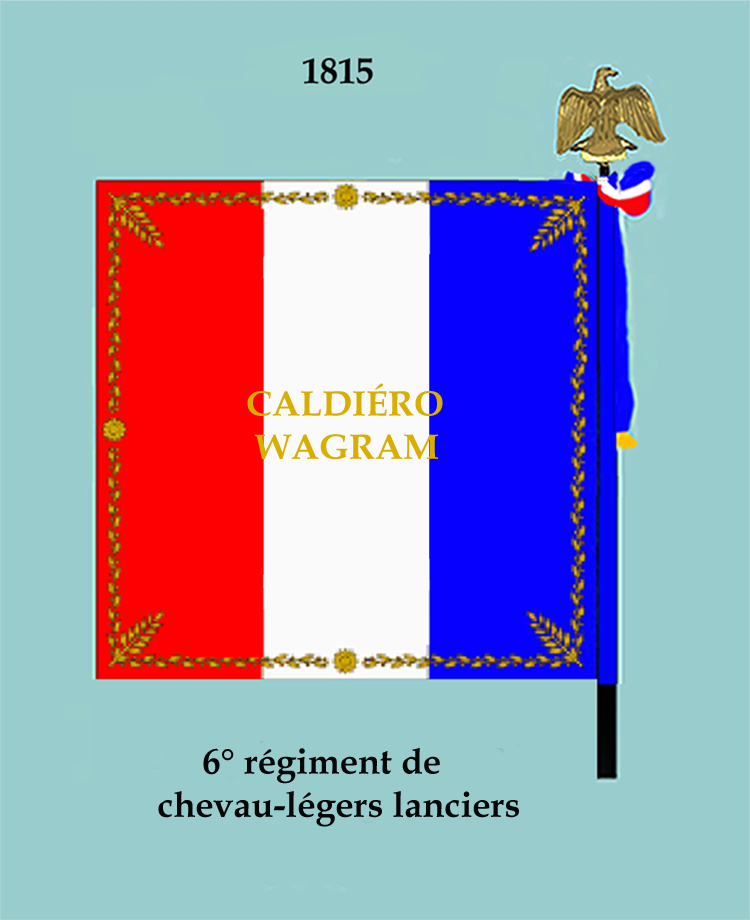
de 1815